# Grzebowilk (kolonia)
Grzebowilk – kolonia w Polsce położona w województwie mazowieckim, w powiecie garwolińskim, w gminie Pilawa, Leży  w sołectwie Kalonka.
Wierni Kościoła rzymskokatolickiego należą do parafii NMP Królowej Polski w Gocławiu.
W latach 1975–1998 miejscowość administracyjnie należała do województwa siedleckiego.

## Opis
W miejscowości znajduje się kilka ciekawych domów drewnianych, krzyż drewniany, kilka spichrzy drewnianych krytych strzechą na fundamentach z dużych głazów polnych. Na rozstaju drogi do Kalonki pomnikowa sosna i głazy narzutowe. W rejonie wsi znajduje się wielkie skupisko głazów narzutowych oraz kilka stanowisk archeologicznych z okresu starszej epoki kamienia i starożytności.